# 세 번은 짧게, 세 번은 길게
《세 번은 짧게, 세 번은 길게》는 1984년 3월 4일에 MBC TV에서 방영되었던 베스트셀러극장이다.

## 줄거리
광고 천직으로 알고
효과맨으로 각종 음향효과를 창출해내는 직업을 가진 종실(송기윤)은 한 가정의 가장.
한 콜라업체의 CF중 자신이 만든 병뚜껑 따는 소리의 효과가 의외의 반응을 일으키게 되자 광고주로부터 백지수표를 보너스로 받게 된 종실은 그날 밤 만취해서 자신의 아파트로 귀가를 하다가 엉뚱한 집으로 잘못 들어가게 된다.
그는 이 집에 혼자 사는 미모의 여인(박원숙)을 만나게 되고, 그의 실종 신고를 접하게 된 수사관과 기자들이 몰려들게 된다.
김호선 감독, 송재호, 장미희 주연으로 1981년에 같은 제목으로 영화화되었던 작품이기도 하다.

## 출연
- 송기윤
- 박원숙
- 김윤경
- 변희봉
- 조명남
- 임현식
- 현석
- 박영지
- 조형기
- 송경철
- 최상훈
- 신국
- 박정자
- 최한호
- 이은철
- 국정환
- 강성욱
- 최선균
- 문용민
- 김영두
- 차재홍
- 최항석
- 오현섭
- 이용식
- 김한일
- 양세윤
- 곽나현
- 정경수